# Papiro 2
Il Papiro 2 ({\displaystyle {\mathfrak {p}}}2) è uno dei più antichi manoscritti esistenti del Nuovo Testamento, datato agli inizi del VI secolo.

## Contenuto del papiro
{\displaystyle {\mathfrak {p}}}2 contiene una piccola parte del Vangelo secondo Giovanni (12:12-15) e del Vangelo secondo Luca (7:22-26,50).
Il frammento sembra provenire da un lezionario. È attualmente ospitato presso il Museo archeologico nazionale di Firenze (Inv. no. 7134).

## Testo
Il testo del codice è rappresentativo del tipo misto. Kurt Aland lo ha collocato nella Categoria III.